# Abeomelomys sevia
Abeomelomys sevia är en däggdjursart som först beskrevs av Tate och Archbold 1935.  Abeomelomys sevia är ensam i släktet Abeomelomys som ingår i familjen råttdjur. Inga underarter finns listade i Catalogue of Life. Arten är nära släkt med medlemmarna i släktet Pogonomelomys och listas ibland till detta släkte.
Det vetenskapliga släktnamnet är bildat av latin abeo (röra sig bort från) och Melomys (ett annat släkte råttdjur). Det syftar på avvikelser mellan båda släkten. Artepitet sevia är namnet för platsen där de första exemplaren hittades.
Denna gnagare förekommer med flera från varandra skilda populationer på östra Nya Guinea. Arten vistas i bergstrakter mellan 1400 och 3100 meter över havet. Habitatet utgörs av fuktiga bergsskogar och av bergsängar och klippiga områden ovanpå trädlinjen.
Kroppslängden (huvud och bål) ligger mellan 13 och 19 cm och svanslängden mellan 14 och 21 cm. Uppvägda hanar hade en vikt av 57 respektive 65 g. Den långa täta pälsen är på ryggen brun till rödbrun och på buken ljusgrå till vit. Den långa svansen är täckt av sexkantiga fjäll och några glest fördelade hår. Arten skiljer sig i avvikande detaljer av skallens konstruktion från släktet Pogonomelomys.
Individerna bygger sina bon av växtdelar i trädens håligheter eller på marken. Parningen börjar ofta i oktober. Vanligen föds en unge per kull.